# Jean-Noël Rey
Pour les articles homonymes, voir Rey.
Jean-Noël Rey, né le 23 décembre 1949 à Sierre et mort le 15 janvier 2016 à Ouagadougou (Burkina Faso), est un homme politique suisse, membre du Parti socialiste suisse.

## Biographie

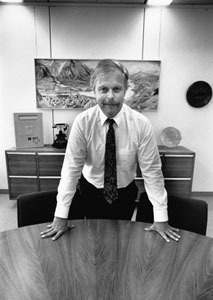
Jean-Noël Rey en 1990.

Universitaire et par la suite homme politique, il est, premièrement, le conseiller personnel d'Otto Stich avant de devenir le patron des PTT entre 1990 et 1999. 
Il est conseiller national pendant quatre ans lors de la 47e législature de 2003 à 2007.
Le 15 janvier 2016 au soir,, il meurt, abattu dans un restaurant lors des attentats de Ouagadougou, après avoir inauguré la cantine d’une école financée par l'association Yelen, créée par l'ex-député valaisan Georgie Lamon (de), également tué dans cette attaque. 